# Luis Sainz de los Terreros
Luis Sainz de los Terreros Gómez de las Bárcenas (Santander, 1876-Madrid, 23 de octubre de 1936) fue un arquitecto español.

## Biografía
Obtuvo la licenciatura en Arquitectura en Madrid en 1900, ciudad donde ejerció la mayor parte de su carrera. Llegó a poseer puestos públicos como un cargo de concejal del Ayuntamiento de Madrid, la presidencia de la Cámara de la Propiedad Urbana, la presidencia de la Diputación Provincial de Madrid, así como el cargo de decano del Colegio de Arquitectos.  
Fue por sus ideas políticas, afín a Primo de Rivera y afiliado al partido de Renovación Española. Como arquitecto fue prolífico y dejó muchas muestras de su trabajo en Madrid. Fue asesinado por milicianos izquierdistas en Madrid tras el inicio de la Guerra Civil el 23 de octubre de 1936.
Fue presidente de la Diputación Provincial de Madrid entre el 15 de marzo de 1930 y el 24 de abril de 1931.

## Obras
Realizó viviendas como el grupo de viviendas de Francisco Escobar (calle General Arrando n.º 6).
En 1917 concluyó las obras del conjunto palaciego encargado por el marqués de Valderas para su residencia familiar, de inspiración sajona, en el municipio de Alcorcón. 
En 1919 finalizó el palacete del marqués de Rafal en la calle Padilla de Madrid.
Realizó algunas obras en Madrid (Gran Vía n.º 24, el antiguo Círculo de la Unión Mercantil e Industrial, proyectado en el año 1918 junto a su hermano Joaquín y construido en el periodo 1919-1924). En 1924 también construyó el edificio en Plaza de la Cebada nº11 dedicado íntegramente a la hostelería, originalmente llamado Bar Musel, y posteriormente "El Viajero". 
Fue el autor del edificio la Adriática, proyectado en 1926, ubicado en la confluencia del segundo tramo de la Gran Vía con la plaza del Callao. Este edificio fue concebido como sede social de la Compañía Adriática de Seguros, que ocupaba las plantas principal y primera. El resto de sus nueve plantas se destinaban a viviendas de alquiler, sin contar con los bajos a la calle, ocupados por dependencias comerciales.
Entre 1915 y 1935 reestructuró y amplió la antigua fábrica de cervezas El Águila (desde 2002 Biblioteca Regional Joaquín Leguina).
En 1903 fundó la revista de arquitectura La Construcción Moderna.

## Familia
Era hijo de Manuel María Sainz de los Terreros y Gutiérrez de la Torre y de Rosa María Gómez de las Barcenas y Velasco. Era hermano de Joaquín Sainz de los Terreros y Gómez de las Barcenas, arquitecto con el cual colaboró en algunos proyectos.
Casado con Paz Ranero Rivas (1881-1967), el matrimonio tuvo diez hijos: Juan Manuel, Luis María, Paz,Carmen, Rosa, María, José Antonio, María de la Concepción, Ángela y María Teresa.